# バトルホーク風間
バトルホーク 風間（バトルホーク かざま、1950年1月2日 - 2004年10月3日）は、日本の元プロボクサー。本名は風間 清（かざま きよし）。第26代日本ライト級王者。有限会社パオネットワーク元代表。東京都生まれ、千葉県習志野市出身。石丸ボクシングジム所属選手としてプロデビュー、後に奈良池田ジム所属。上野高等学校定時制、専修大学卒業。

## 人物
- 文章を書くことが得意で、学生時代には、同人誌に寄稿したことがある。ボクシングの専門誌に寄稿した闘病生活の手記は、編集者がほとんど手を加える必要がなかったほどだった[1]。
- 現役時代は、素行が悪いという評判があった。しかし、実際には素行が悪いというより、指導者に対してもハッキリものを言う姿勢が曲解され伝わっただけと言われている[1]。
- ボクシングは自分にとって「殺し合い」だと表現した。この感覚によって養われた緊張感が、死去する前の闘病生活の大きな支えになったという[1]。

## 来歴

### アマチュア時代
アマチュアで活躍していた兄・良一にボクシングを学び、高校1年在学中に国体出場。
1968年、高校3年時にインターハイライト級優勝を収めた。複数のボクシング強豪校から勧誘があったが専修大学に進学、強豪校への発展に寄与した。ミュンヘンオリンピックの代表候補強化合宿にも参加した。
1972年、全日本選手権ライト級優勝を収めた。

### プロデビュー
1974年、プロ転向。専大同級生の金平理宰の伯父金平正紀が経営する協栄ジムからの勧誘もあったが、兄の通う日東拳（現・日東ボクシングジム）に中学時代から通っていたため日東一門を優先し、石丸ジムに所属した。その後、プロデビュー直前に渡米し、ハワイのオアフ島にあるカラカウア・ジムでタッド河村に師事した。この際、タッド河村から“Kill him.”と言われ続け、アマチュア時代に持っていた「絶対に倒す」という考えが、「絶対に殺す」という考えに変わっていった。7月24日、ハワイ・ホノルルでサム・フラチセリ（フィリピン）に5R判定勝利でプロデビュー。ホノルルで5連勝を収め、1975年に帰国した。
1975年1月5日、プロ6戦目でライオン古山（笹崎）の持つ日本ジュニアウェルター級王座に挑戦したが、三者三様の判定引分で獲得はならなかった。8月17日、中国・マカオで1勝後、8月31日、日本王者ライオン古山とノンタイトル10回戦にて再戦し、再度判定引分となった。
同年9月20日、ベネズエラ・カラカスで、WBA世界ジュニアウェルター級王者アントニオ・セルバンテス（コロンビア）とノンタイトル10回戦にて対戦し、6RTKO負けを喫した。1976年3月22日、門田新一（三迫）との10回戦に判定引分となった。
1976年5月9日、ソウルで1敗後、7月17日、釜山で呉英鎬（韓国）の持つOBF（東洋ボクシング連盟）東洋ライト級王座に挑戦し、判定負けを喫した。OBFは、後にOPBF（東洋太平洋ボクシング連盟）に改称している。1977年1月4日、用皆政弘（斎田）との10回戦に6RKO負けを喫した。3月19日、ソウルで1敗後、5月7日、釜山でOBF王者呉英鎬とノンタイトル10回戦にて再戦し、判定引分となった。10月6日、ソウルで10R判定勝利を収めて再起を果たした。

### 日本王座獲得
1979年7月6日、用皆が返上して空位となった日本ライト級王座を大橋満雄（帝拳）と決定戦で争い、3RKO勝利で同王座を獲得した。大久保克弘（三迫）、峰猛（センタースポーツ）をいずれも序盤KOで退けて2度の防衛を果たした。
1980年4月3日、奈良市中央体育館で、日本王座を保持したまま、サムエル・セラノ（プエルトリコ）の持つWBA世界ジュニアライト級王座に挑戦。ガッツ石松を特別コーチに迎えて臨んだ一戦で、序盤は善戦したが、6Rにサウスポーへスイッチしたのが逆効果となり、王者の執拗なアッパー攻撃に13RTKO負けを喫した。
同年9月18日、大阪府立体育館での再起戦で守安竜也（岡山平沼）に10RTKO勝利を収め、日本王座3度目の防衛を果たした。1981年3月19日、成田城健（ヨネクラ）に対し判定勝利で4度目の防衛を成功させた。10月8日、再び成田城健を迎えて5度目の防衛戦を行い、判定負けで王座を失った。12月17日、大阪府立体育館で日本王者成田城健に挑戦したが、判定負けで王座奪回はならなかった。左目の網膜剥離が悪化したこともあり、この試合を最後に引退した。

### 引退後
引退後はJBCのレフェリー、ジム指導者などを歴任した。
1983年に、東京の中目黒で協会非加盟の「バトルホーク風間ジム」を主宰し、会長を務めた。同ジムには亀田昭雄らが在籍していた。
2002年4月、国立がんセンターで食道がんの4期にあり、余命2か月との告知を受けた。本人によれば、この診断が下されるかなり前から、食べ物や酒が喉を通りづらくなっていたという。術前の精密検査で、がんの浸潤が食道に隣接した大動脈に及んでいることが判明し、予定された手術を中止し、放射線療法、抗がん剤治療を受けた。この頃から、抗がん剤の副作用でスキンヘッドになり、抗がん剤を体の隅々にまで行き渡らせるため、毎日飲酒を行っていた。また、『ワールド・ボクシング』誌において、自身の闘病生活について手記を掲載した。この手記は、本人が原稿用紙に手書きで書き、編集者が活字に起こしたものであったが、ほとんど原文のままだった。編集者が手を加える必要がないほど、読みやすくしっかりした文章だったという。
2004年10月3日午前8時32分、心不全のため東京・足立区の病院で死去した。本人によれば、闘病生活の中で死への恐怖があまりなかったのは、ボクシングのおかげとのことであった。
2006年10月16日、東京・神田錦町の学士会館で催された「バトルホーク風間を偲ぶ会」には、バトルホーク風間ジムの練習生だった作家立松和平、歌人福島泰樹、弟弟子の新垣諭（初代IBF世界バンタム級王者）、風間がプロデビューから自身と同じ日本ライト級王座へと導いた嶋田雄大（当時は王座を返上して世界ランク保持）らが集まった。

## 戦績
- アマチュアボクシング：132戦123勝（104KO・RSC）9敗
- プロボクシング：30戦18勝（7KO）8敗4分

## 獲得タイトル
- 第22回全国高等学校総合体育大会ボクシング競技大会ライト級優勝
- 第42回全日本アマチュアボクシング選手権大会ライト級優勝
- 第26代日本ライト級王座（防衛4）